# Société pour la sûreté des installations et des réacteurs nucléaires
Pour les articles homonymes, voir GRS.

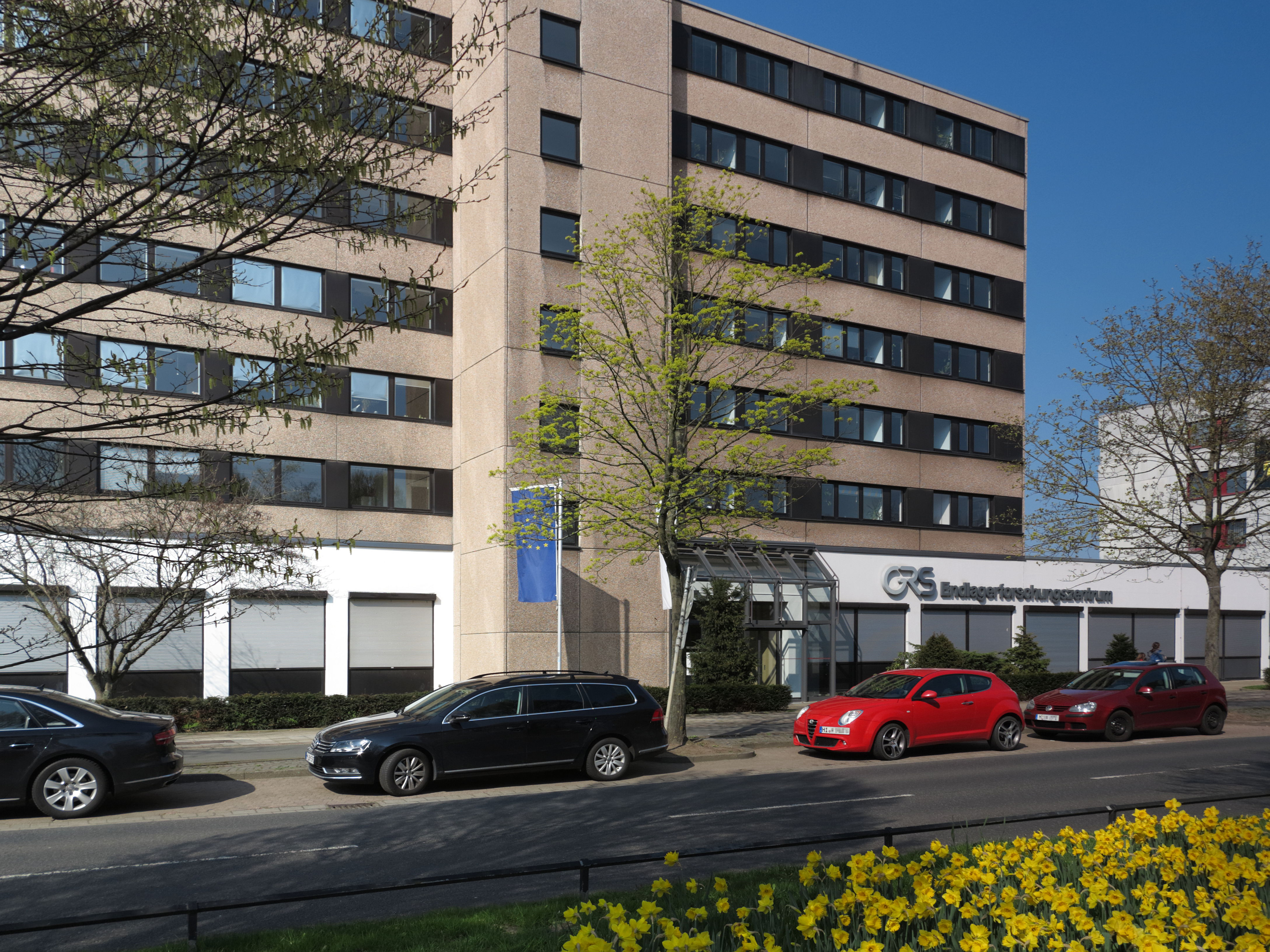
Le centre de recherche sur le stockage final de la Société à Braunschweig.

La Société pour la sûreté des installations et des réacteurs nucléaires (en allemand Gesellschaft für Anlagen- und Reaktorsicherheit (GRS) mbH) est un organisme allemand fournissant une expertise technique et scientifique indépendante dans le domaine du nucléaire.

## Présentation
Elle emploie environ 400 personnes, dont plus de 300 scientifiques. Leur tâche principale est d'évaluer la sécurité des installations nucléaires et de l'améliorer, ainsi que de développer des protections pour les hommes et l'environnement face aux risques inhérents à de tels équipements. L'activité principale de la GRS est dans le domaine de la sûreté nucléaire. 
La GRS a été créée en 1976 par la fusion du Laboratoire LRA de l'université technique de Munich et de l'Institut pour la sécurité des réacteurs de la TÜV à Cologne. 
Elle est détenue à 46 % par l'État allemand (Bundesrepublik Deutschland), 46 % par le TÜV (Technischer Überwachungsverein) et la Lloyd allemande, 4 % par la Rhénanie-du-Nord-Westphalie (Land Nordrhein-Westfalen) et 4 % par la Bavière (Freistaat Bayern).
Les sites de la GRS sont implantés à Cologne et à Garching près de Munich. En octobre 1990, la GRS a ouvert un nouveau bureau à Berlin, qui embaucha environ 40 scientifiques provenant de la société est-allemande SAAS alors en cours de dissolution à la suite de la réunification allemande. Elle a aussi un autre site à Brunswick, et deux autres à Paris/Châtillon et Kiev en association avec l'IRSN (Société RISKAUDIT).